# SK Rustawi
SK Rustawi (gruz. საფეხბურთო კლუბი რუსთავი, Sapechburto Klubi Rustawi) – gruziński klub piłkarski z siedzibą w Rustawi.

## Historia
Chronologia nazw:
- 1948: Metalurgi Rustawi (gruz. მეტალურგი რუსთავი)
- 1990: Gorda Rustawi (gruz. გორდა რუსთავი)
- 1993: Metalurgi Rustawi (gruz. მეტალურგი რუსთავი)
- 1998: Gorda Rustawi (gruz. გორდა რუსთავი)
- 2003: SK Rustawi (gruz. სკ რუსთავი)
- 2006: Olimpi Rustawi (gruz. ოლიმპი რუსთავი) – po fuzji SK Tbilisi i Olimpi Tbilisi i przeniesieniu się do Rustawi (w 2008 Olimpi Tbilisi został odrodzony w Tbilisi)
- 2011: Metalurgi Rustawi (gruz. მეტალურგი რუსთავი)
- 2015: SK Rustawi (gruz. სკ რუსთავი)

Klub Metalurgi Rustawi został założony w miejscowości Rustawi w 1948 roku. W 1960 drużyna z Rustawi debiutowała w Klasie B, strefie 2 Mistrzostw ZSRR. W 1963 w wyniku reorganizacji systemu lig ZSRR klub został poniżony w klasie. Do 1989 występował w strefach Zakaukazia Klasy B (później – Wtoraja Liga ZSRR), z wyjątkiem 1970, kiedy to zmagał się w 4 lidze oraz lat 1973–1974, 1977–1979, 1982–1985, kiedy pożegnał się z rozgrywkami profesjonalnymi.
Od 1986 roku zespół występował w 9. strefie Wtoroj ligi Mistrzostw ZSRR, wygrywając większość meczów u siebie. Największym rywalem klubu był Kəpəz Kirowabad. Zespół osiągnął najlepszy wynik w 1988 roku, kiedy zajął 3 miejsce w swojej grupie Wtoroj ligi, a trenerem był wtedy Giwi Nodia.
W 1990 roku klub startował w wyższej lidze mistrzostw niepodległej Gruzji. W latach 1990–1993 i 1998–2003 klub nazywał się Gorda Rustawi. W sezonie 2002/03 zajął 10.miejsce w Umaglesi Liga i po przegranych barażach spadł do drugiej ligi, po czym zmienił nazwę na SK Rustawi. Po zakończeniu sezonu 2005/06, w którym zajął 8.miejsce w Pirveli Liga, klub został rozwiązany.
W tym samym czasie klub grający w wyższej lidze SK Tbilisi połączył się z grającym w pierwszej lidze farm klubem Olimpi Tbilisi. Połączony zespół, noszący nazwę „Olimpi” i mający legalne miejsce w wyższej lidze, przeniósł się do nowych sponsorów w Rustawi, zmieniając nazwę na Olimpi Rustawi. W pierwszym sezonie po przenoszeniu zespół wygrał Mistrzostwa Gruzji. W 2008 Olimpi Tbilisi został reaktywowany w Tbilisi. W 2011 klub ponownie zmienił nazwę na Metalurgi Rustawi, a w 2015 przyjął tradycyjną nazwę miasta SK Rustawi.

## Sukcesy
- Klasa B ZSRR:

3 miejsce: 1961
- Puchar ZSRR:

1/32 finału: 1962, 1989/90
- Mistrzostwo Gruzji:

mistrz: 2006/07, 2009/10
3 miejsce: 1990, 1991/92, 2008/09
- Puchar Gruzji:

finalista: 1993/94, 2008/09
- Superpuchar Gruzji:

zwycięzca: 2010
finalista: 2007

### Europejskie puchary
Legenda do wszystkich tabel:
- Q – runda eliminacyjna, 1/16, 1/8, 1/4, 1/2 – odpowiednia faza rozgrywek, Grupa – runda grupowa, 1r gr – pierwsza runda grupowa, 2r gr – druga runda grupowa, F – finał, R – runda, PO – play-off
- k. – rzuty karne, los. – losowanie, Dogr. – dogrywka, w. – zasada bramek strzelonych na wyjeździe

| Sezon   | Rozgrywki     | Runda | Przeciwnik      | Dom | Wyjazd | Ogólnie |
| ------- | ------------- | ----- | --------------- | --- | ------ | ------- |
| 2007/08 | Liga Mistrzów | 1Q    | FK Astana       | 0–0 | 0–3    | 0–3     |
| 2009/10 | Liga Europy   | 1Q    | B36 Tórshavn    | 2–0 | 2–0    | 4–0     |
| 2009/10 | Liga Europy   | 2Q    | Legia Warszawa  | 0–1 | 0–3    | 0–4     |
| 2010/11 | Liga Mistrzów | 2Q    | FK Aktöbe       | 1–1 | 0–2    | 1–3     |
| 2011/12 | Liga Europy   | 1Q    | Bananc Erywań   | 1–1 | 1–0    | 2–1     |
| 2011/12 | Liga Europy   | 2Q    | Irtysz Pawłodar | 1–1 | 2–0    | 3–1     |
| 2011/12 | Liga Europy   | 3Q    | Stade Rennais   | 2–5 | 0–2    | 2–7     |
| 2012/13 | Liga Europy   | 2Q    | Teuta Durrës    | 6–1 | 3–0    | 9–1     |
| 2012/13 | Liga Europy   | 3Q    | Viktoria Pilzno | 1–3 | 0–2    | 1–5     |